# Christian Rudolph Wilhelm Wiedemann
Christian Rudolph Wilhelm Wiedemann est un médecin, un historien, un naturaliste et un homme de lettres allemand, né le 7 novembre 1770 à Brunswick et mort le 31 décembre 1840 à Kiel.

## Biographie
Après sa scolarité à Brunswick, il s'inscrit à la faculté de médecine de l'université d'Iéna en 1790. Il est l’un des nombreux élèves de Johann Friedrich Blumenbach (1752-1840).
En 1792, il obtient son diplôme avec le mémoire intitulé Dissertatio inauguralis sistens vitia gennus humanum debilitantia. Son intérêt pour les sciences naturelles lui font ensuite entreprendre un voyage d'étude pour se former en minéralogie.
Il enseigne la pharmacologie et l’anatomie à Kiel. Il est le créateur de l’éphémère revue Archiv für Zoologie und Zootomie dont la parution débute en 1800 et s’interrompt en 1806. Wiedemann se spécialise sur les diptères et publie son premier article sur ces animaux en 1819. En 1820, il fait paraître la première édition de Diptera exotica qu'il enrichit dès 1821. Il fait paraître en 1828, Aussereuropäische zweiflügelige Insekten il y décrit notamment des spécimens récoltés par Ferdinand Deppe (1794-1861).
Ses collections sont conservées au muséum zoologique de Kiel.